# Halictus tetrazonius
Halictus tetrazonius là một loài Hymenoptera trong họ Halictidae. Loài này được Klug mô tả khoa học năm 1817.